# Árnafjall
Árnafjall är ett berg på ön Vágar i Färöarna. Berget har en högsta topp på 722 meter, vilket är öns högsta punkt.

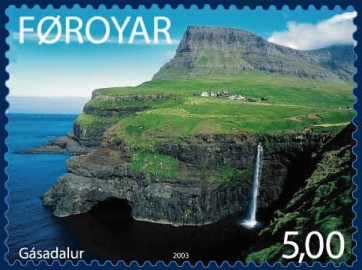
Frimärke med samhället Gásadalur i förgrunden och Árnafjall i bakgrunden.